# Michael Benyaer
Michael Benyaer (né le 25 mai 1970) est un acteur canadien.

## Filmographie
- 1989 : MacGyver (saison 5, épisode 4 "Cessez le feu") : Le tireur d'élite
- 1989 : Vendredi 13, l'ultime retour
- 2001 : ReBoot
- 2006 : Destination 11 septembre (mini-série)
- 2007 : Postal
- 2012 : For the Love of Money
- 2012 : The Polterguys
- 2017 : Escale à trois (The Layover) de William H. Macy : Shahar
- 2019 : The Expanse saison 4 : Arjun Avasarala